# Абелер, Йоханнес
Йоханнес Абелер (англ. Johannes Abeler, род. 1976, Гютерсло, Северный Рейн-Вестфалия) — английский экономист, профессор экономики в Оксфордском университете и научный сотрудник Колледжа Святой Анны. Известен работами по поведенческой экономике, одна из которых была удостоена ежегодной международной премии по этой специальности.

## Биография

### Образование
| Год получения | Учёная степень                 | Университет                                        |
| ------------- | ------------------------------ | -------------------------------------------------- |
| 1999          | Бакалавр экономики             | Рейнско-Вестфальский технический университет Ахена |
| 1999          | Бакалавр электротехники        | Рейнско-Вестфальский технический университет Ахена |
| 2003          | Магистр промышленной инженерии | Технологический институт Карлсруэ                  |
| 2008          | Доктор философии               | Боннский университет                               |

### Академическая карьера
В 2003—2004 году вёл 17-дневние летние курсы для старшеклассников в Deutsche SchülerAkademie по предметам «Biological and Economic Causes and Consequences of Infectious Diseases» (2004 год), «Game Theory and Biology» (2003 год).
В 2007—2008 году Йоханнес Абелер преподавал в Боннском университете такие предметы как Экспериментальная экономика (Experimental Economics) в бакалавриатe, Поведенческая экономика труда (Behavioural Labour Economics) в аспирантуре и Поведенческая экономика общественного сектора (Behavioural Public Economics) в аспирантуре.
В 2008 году после изучения электротехники и промышленной инженерии он защитил докторскую диссертацию по экономике в Боннском университете, а затем перешёл в Ноттингемский университет, где работал научным сотрудником до 2010 года. Йоханнес Абелер стал преподавать в Оксфордском университете в 2011 году. Сфера его педагогических интересов: поведенческая экономика и экономика общественного сектора.
На сентябрь 2020 года преподаёт в Оксфордском университете Экономику общественного сектора (Public Economics) и Поведенческую экономику (Behavioural Economics) в бакалавриате и аспирантуре.
В 2020 году Йоханнес Абелер выступал в таких университетах мира, как Стокгольмская школа экономики и Институт политических исследований в Париже.

## Вклад в поведенческую экономику

### Теория перспектив
Все больше и больше исследований утверждают о том, что люди не любят потерь: они сравнивают то, что у них есть, с точкой отсчёта (reference point) и получается так, что предельная полезность потерь (loss) выше, чем предельная полезность выгод (gain). Неприятие потерь используется для объяснения всех видов поведения, включая потребление, предложение рабочей силы, инвестиции и сбережения.
В 2011 году была опубликована статья Йоханнеса Абелера в соавторстве с Армином Фальком и другими учёными написал статью, затрагивающую теорию перспектив. Они проводили лабораторный эксперимент, касающийся выявления зависимости приложения усилий (effort provision) от точек отсчёта (reference point). В рамках данного эксперимента они давали выполнять задание — высчитывать нолики в рандомной таблице из нолей и единиц (суммарно было 150 символов). Переменная интереса — количество приложенных усилий.
Был произведён тренировочный раунд с целью дать возможность испытуемым познакомиться с дизайном эксперимента и оценить уровень издержек от данного исследования. Далее начинался основной раунд. Испытуемый сам выбирает количество усилий e. Так, например, может заполнять таблички на протяжении 1 часа (60 минут) или прекратить в любое время, нажав соответствующую клавишу.
В ходе основного раунда участник тянет один из двух конвертов, который вскрывается после окончания заданий. В конверте может оказаться сдельная оплата (w = 20 центов за табличку) или постоянный доход, который не зависит от приложенных усилий (f = 7 евро (группа — HI treatment) или f = 3 евро (группа — LO treatment)). Благодаря созданию данных групп воздействия, у нас есть случайная вариация точек отсчёта, связанных с ожидаемым выигрышем.
Для стандартных предпочтений (без точек отсчёта) размер фиксированного платежа не оказывает влияние на предельное решение индивида. Для предпочтений с точками отсчёта в виде ожиданий характерно, что в случае вытаскивания «сдельного» конверта разрыв между ним и гарантированным выигрышем будет восприниматься как потери, если we < f. И наоборот, издержки усилий будут восприниматься как потери в случае реализации превышения we > f. Исследователями было выдвинуто предположения о том, что уровень усилий (e) будет стремиться к уровню усилий, который будет характерен в случае фиксированного платежа (f).
Основываясь на модели Козжеги-Рэбина, исследователи ввели следующую модель. Эта модель аналитически не решается вследствие отсутствия знания об издержках {\displaystyle c(e)}, но при этом даёт сделать определённые выводы по поводу изучаемого явления.
| Слагаемое                         | Смысловая нагрузка                                                                |
| --------------------------------- | --------------------------------------------------------------------------------- |
| {\displaystyle c(e)}              | Издержки, которые понёс индивид вследствие приложенных усилий ({\displaystyle e}) |
| {\displaystyle {\frac {we+f}{2}}} | Ожидаемый выигрыш                                                                 |

- При {\displaystyle we<f:}
{\displaystyle U={\frac {we+f}{2}}-c(e)+{\frac {1}{2}}\eta [{\frac {1}{2}}(we-we)+{\frac {1}{2}}\lambda (we-f)]+{\frac {1}{2}}\eta [{\frac {1}{2}}(f-we)+{\frac {1}{2}}\lambda (f-f)]}
- При {\displaystyle we\geq f:}
{\displaystyle U={\frac {we+f}{2}}-c(e)+{\frac {1}{2}}\eta [{\frac {1}{2}}\lambda (we-f)]+{\frac {1}{2}}\eta [{\frac {1}{2}}(f-we)]}

| При {\displaystyle we<f:}                                             | При {\displaystyle we\geq f:}                                         |
| --------------------------------------------------------------------- | --------------------------------------------------------------------- |
| {\displaystyle c'(e*)={\frac {w}{2}}+{\frac {w}{4}}\eta (\lambda -1)} | {\displaystyle c'(e*)={\frac {w}{2}}-{\frac {w}{4}}\eta (\lambda -1)} |

Группа исследователей вместе с Йоханнесом Абелером получила, что в HI-treatment уровень усилий будет выше, чем в LO-treatment. Испытуемые из группы HI-treatment выполнили больше таблиц и сидели в среднем больше времени над выполнением задания.
Различия между HI-treatment и LO-treatment группами невозможно объяснить моделью со стандартными предпочтениями, где нет точек отсчёта. Получившиеся в ходе исследования результаты хорошо объясняет модель с точками отсчёта в виде ожиданий индивидов.

### Сложность системы налогообложения
В 2015 году Йоханнес Абелер вместе с Саймоном Хантером написали статью, которая касается сложности (complexity) в налогообложении. Под мерой сложности налогообложения в статье понимается обилие налоговых правил, с которыми сталкивается индивид в эксперименте. Испытуемые работают за сдельную оплату и платят налоги. Существуют две экспериментальные группы, в одной используется простая система налогообложения (simple treatment — ST), в другой — сложная система налообложения (complex treatment — CT). Благодаря сравнению CT и ST выяснилось, что испытуемые из группы CT не реагируют на недавно введённые налоговые правила и могут игнорировать новые налоги. Кроме того, сложность уменьшает степень реакции испытуемых на изменение стимулов. Так, испытуемые из CT формируют точку отсчёта на основании решения предыдущего раунда вследствие этого корректировка выбора в ответ на новые стимулы происходит не с такой же силой, как у испытуемых в ST.
Полученные из исследования выводы могут быть использованы для налоговой политики. Так, чем сложнее система налогообложения, тем сильнее снижается эластичность, а это может быть триггером эффекта статус-кво. Кроме того, некоторые люди страдают от нарастающей сложности системы налогообложения, то есть существует неоднородность эффекта сложности. Эти выводы могут быть полезными при разработке оптимальной и эффективной налоговой политики.

### Правдивость
В 2019 году Йоханнес Абелер был удостоен Schmolders Prize за исследование в области поведенческой экономике по теме «Preferences for Truth-telling». Исследование было сделано совместно с Даниэле Нозенцо из Ноттингемского университета и Коллином Раймондом из Амхерстского колледжа. В рамках данного исследования коллектив авторов стремился углубить понимание того, как люди сообщают личную информацию (private information). На протяжении десятилетий экономисты полагали, что люди готовы неверно сообщать личную информацию в случае, когда это максимизирует их собственную материальную выгоду. Абелер, Нозенцо и Раймонд объединили данные 90 экспериментальных исследований в области экономики, социологии и психологии, то есть использовали метаанализ. На основании полученного симбиоза данных они показали, что люди, на самом деле, лгут достаточно мало. Эмпирические данные показали, что предпочтение того, чтобы казаться честным, и предпочтение быть честным являются основными мотивами для установления истины.
В данном исследовании делается попытка понять составляющие компоненты, которые вызывают неприятие лжи (lying aversion). Размер и надёжность эффекта, полученного в рамках исследования, позволяют предположить, что механизмы, основанные на добровольном сообщении правды некоторыми участниками, могут быть очень успешными.

## Основные публикации
- The Power of Apology (2010). Economics Letters 107, 233—235 (with Juljana Calaki, Kai Andree, Christoph Basek).
- Gift Exchange and Workers' Fairness Concerns: When Equality Is Unfair (2010). Journal of the European Economic Association 8 (6), 1299—1324 (with Steffen Altmann, Sebastian Kube, Matthias Wibral).
- Johannes Abeler, Armin Falk, Lorenz Goette, David Huffman. Reference Points and Effort Provision (англ.) // The American Economic Review. — 2011. — April (no. 2). — P. 470—492. — JSTOR 29783680..
- The Brain Correlates of the Effects of Monetary and Verbal Rewards on Intrinsic Motivation (2014). Frontiers in Decision Neuroscience 8:303 (with Konstanze Albrecht, Bernd Weber, Armin Falk).
- Representative Evidence on Lying Costs (2014). Journal of Public Economics 113, 96-104 (with Anke Becker, Armin Falk).
- Self-selection into Laboratory Experiments: Pro-social Motives vs. Monetary Incentives (2015). Experimental Economics 18(2), 195—214 (with Daniele Nosenzo).
- Complex Tax Incentives (2015). American Economic Journal: Economic Policy 7(3), 1-28 (with Simon Jäger).
- Fungibility, Labels, and Consumption (2017). Journal of the European Economic Association 15 (1), 99-127 (with Felix Marklein).
- Johannes Abeler, Daniele Nosenzo, Collin Raymond. Preferences for Truth-telling (англ.) // Econometrica. — 2019. — Июль. — С. 1115—1153.
- Acceptability of App-Based Contact Tracing for COVID-19: Cross-Country Survey Study (2020). Journal of Medical Internet Research — mHealth and uHealth 8(8) (with Samuel Altmann, Luke Milsom, Hannah Zillessen et al.).

### Награды
- Schmölders Prize (with Daniele Nosenzo, Collin Raymond) (2019)
- ESRC Research Grant (2018)[5]
- John Fell Fund Grant (2015)
- Carlsberg Foundation Grant (with Toke Fosgaard, Lars Hansen) (2014)
- ESRC Future Research Leaders Grant (2012)[6]
- IZA Young Labor Economist Award (with Steffen Altmann, Sebastian Kube, Matthias Wibral) (2012)[7]
- CESifo Distinguished Affiliate Award (Behavioural Economics) (2011)[8]
- ESRC Research Grant (with Richard Disney, Carl Emmerson) (2010)